# Resolució 363 del Consell de Seguretat de les Nacions Unides
La Resolució 363 del Consell de Seguretat de les Nacions Unides, fou aprovada el 29 de novembre de 1974 després de considerar un informe del Secretari General de les Nacions Unides sobre la Força de les Nacions Unides d'Observació de la Separació, el Consell va prendre nota dels esforços realitzats per establir un sistema durador i just la pau a l'Orient Mitjà i va expressar la seva preocupació per l'estat de tensió vigent a la zona. El Consell va reafirmar que els acords sobre retirada de les forces només eren un pas cap a la pau i van convidar a totes les parts interessades a que implementessin immediatament la resolució 338, va decidir renovar el mandat de la Força per uns altres sis mesos i va decidir que el Secretari General presentarà un informe al final d'aquest període sobre l'evolució de la situació i les mesures adoptades per aplicar la resolució 338.
La resolució va passar amb 13 vots contra cap, mentre que la República Popular de la Xina i l'Iraq no van participar en la votació.